# 1635: Папські ставки
«1635: Папські ставки» (англ. 1635: The Papal Stakes) — роман в жанрі альтернативної історії серії «1632», що написаний Чарльзом Генноном та Еріком Флінтом. Він був опублікований 2012 року і є прямим продовженням книги «1635: Гарматний закон», опублікованої 2006 році. Ця книга є третьою в південноєвропейському розгалуженні основної сюжетної лінії серії «1632». Історія розповідає про подвиги молодших членів сім'ї Стоун в Італії та описує вплив Ґрантвіля на Римо-католицьку церкву та на мозаїку незалежних країн на Апеннінському півострові.

## Сюжет
Книга зосереджується на політичних і релігійних конфліктах 1635 року. Головні герої, включно з представниками нової американської нації, повинні врятувати папу Урбана VIII, якого намагаються повалити іспанці та французи. Вони втручаються в боротьбу за контроль над папським престолом, ризикуючи як своїми життями, так і майбутнім Європи, намагаючись змінити хід історії.

## Літературне значення та відгуки
Рецензент SFRevu пише, що «в цій частині бере кермо Чарльз Геннон» і що «Геннон бере всі правильні ноти». The Midwest Book Review назвав книгу «казковим трилером, в якому Ерік Флінт і Чарльз Е. Геннон доводять, що вони є вправною парою». Рецензент Mixed Book Bag також погоджується, що Флінт і Геннон є хорошою командою сценаристів, і додає: «Це історія, яка протікає плавно та зосереджена на проблемах, з якими стикаються герої», і «екшн чудовий і тримає сюжетну дугу в русі».
«1635: Папські ставки» — це перша книга в серії «1632», яка потрапила до списку бестселерів The Wall Street Journal для Hardcover Science Fiction, який отримує дані від NPD BookScan (раніше Nielsen BookScan). Ця книга залишалася в цьому списку два тижні протягом жовтня 2012 року, посідаючи 6 місце.